# Sandersche Täuschung

Sandersche Täuschung

Die Sandersche Täuschung (englisch Sander’s parallelogram illusion) ist eine geometrisch-optische Parallelogrammtäuschung. Sie wurde 1926 nach dem deutschen Psychologen und Hochschullehrer Friedrich Sander (1889 bis 1971) benannt. Allerdings wurde das Parallelogramm schon 1922 von Matthew Luckiesh entdeckt und veröffentlicht.
Die blaue Diagonale des linken großen Parallelogramms erscheint länger als die rote Diagonale des kleinen Parallelogramms, obwohl beide Diagonalen tatsächlich gleich lang sind (siehe Abbildung). Hervorgerufen wird die Täuschung durch die spitzen und stumpfen Winkel, welche die Wahrnehmung der Streckenlängen täuschend beeinflussen. Stumpfe Winkel haben eine starke Tendenz, die beteiligten Linien scheinbar zu verlängern. Die blaue Diagonale teilt zwei stumpfe Innenwinkel und erscheint dadurch verlängert, während die rote Diagonale zwei spitze Innenwinkel teilt und dadurch verkürzt wahrgenommen wird.
Auch der deutsche Psychologe Wolfgang Metzger (1899–1979) beschrieb in diesem Zusammenhang das allgemeine Phänomen, dass in einem (nicht-rechtwinkligen) Parallelogramm die längere Diagonale verkürzt und die kürzere verlängert erscheint.